# Burg Glimendal
Die Burg Glimendal (auch Burg Glimmenthal, Glimmendal oder Glymendal) ist eine abgegangene Höhenburg bei Martinsthal oder Rauenthal, beides Stadtteile von Eltville am Rhein im südhessischen Rheingau-Taunus-Kreis in Hessen.

## Lage
Obwohl ohne sichtbare Reste, wurde die Lage der Burg bisher etwa 250 Meter nordöstlich von Martinsthal auf einem Bergsporn im Ausgang des Kleimettals angenommen (siehe Geo-Koordinaten der Infobox). Grabungsbefunde von 2024 im Rauenthaler Walddistrikt Galgenküppel (früher Galgenköppel) legen nunmehr stattdessen nahe, dass die Burg hier, 600 Meter nördlich der Ortsmitte von Rauenthal, gestanden haben könnte, mithin nicht auf dem linken östlichen Talhang der Walluf, der zur Gemarkung Martinsthal gehört, sondern auf dem rechten westlichen Talhang in der Gemarkung Rauenthal, und damit nicht außerhalb, sondern innerhalb des mittelalterlichen Rheingauer Gebücks.

## Geschichte
Die Burg wurde 1263 erstmals erwähnt. Die Niederadelsfamilie Glimmental (Glimme, Glime, Glymendal, Glimendal, Glimmendal) wurde von 1226 bis ins 15. Jahrhundert erwähnt. Vermutlich war die Burg ihre ursprüngliche Stammburg. Durch Verheiratung der Tochter Kunos von Glimendal, Luccard, mit Friedrich (Heppe von) Heppenheft sind Nennungen des Gebietes bekannt. Derer beider Sohn Wilhelm tritt später als Wilhelm Heppe von Glimendal auf. Er starb, nach einem im 17. Jahrhundert noch erhaltenen Grabstein, wohl Ende November 1380 in Rode, der Wüstung bei Martinsthal (ursprünglich Merdinstal, meist aber Neudorf genannt und als Umsiedlung der Bauern von Rode entstanden). Derselbe Wilhelm (diesmal urkundlich als Wilhelm Heppe von Rheinsberg) hat 1373 die Gülte der Glymmen Mühle in Neudorf an Johann von Kronberg verschrieben. Ein von Gerhard von Glymendal gehaltenes Burglehen zu Kaub geht dabei 1384 an Heinrich Heppe von Heppenheft mit Beinamen Grans. 1429 wird noch ein Knappe Syfrid von Glimmendal (auch Sifrid von Glimendal) im Rahmen einer Vereinbarung mit dem Petersstift in Mainz genannt.
Genaueres über die Burganlage ist unbekannt. Heute finden sich am Burgstall lediglich einige wenige Grabenreste. Es wird vermutet, dass es sich um ein Festes Haus handelte. Wann die Burg erbaut wurde, ob sie zerstört wurde, oder aufgegeben wurde und dann verfallen ist, ist ungewiss. 1573 wurden Mauerreste erwähnt, die heute nicht mehr nachzuweisen sind. Möglicherweise sind diese Reste aber auch der nahebei lokalisierten Wüstung Rode zuzuordnen.

## Denkmalschutz
Der Bereich des Burgstalls ist ein Bodendenkmal nach dem Hessischen Denkmalschutzgesetz. Nachforschungen und gezieltes Sammeln von Funden sind genehmigungspflichtig, Zufallsfunde sind an die Denkmalbehörden zu melden.

## Möglicher neuer Standort
Die Lage der Burg ist trotz urkundlicher Nennung seit dem Ausgang des Mittelalters ungewiss. Frühe Forschungen der Neuzeit glaubten eine Lage an der Ostseite des Walluftales anzunehmen und einen ähnlich klingenden Flurnamen Kleimet in einem Seitental bei Martinsthal zuzuordnen. In diesem Bereich sind jedoch keine Landmarken, Burgstallreste oder Reliefdaten zu erkennen, die die Lage der Burg untermauern könnten.
Nach Hinweisen von ehrenamtlichen Heimatforschern wurde 2024 eine Forschungsgrabung, geleitet von Joachim Zeune, finanziert zu großen Teilen von der Stadt Eltville, auf Rauenthaler Westseite auf dem sogenannten Galgenküppel im Rauenthaler Wald realisiert. Dabei konnten Reste einer etwa 800 Jahre alten Burganlage mit Grundmauern und Grabenresten freilegt werden. Die Burganlage umfasste eine Fläche von mindestens 1600 Quadratmeter. Reste der ohne Schale etwa 1,5 Meter dicken Ringmauer mit Kalkmörtel und Lehm sowie Grundmauern eines Turmes, des vermutlichen Bergfriedes, wurden freigelegt. Die Lage einer Vorburg und eines palasartigen Gebäudes konnten bestimmt werden. Interpretation und genaue Bestimmung der Kleinfunde stehen noch aus; aber alle Hinweise verdichten sich, dass die Burg Glimendal sich an dieser Stelle (50° 3′ 53″ N, 8° 6′ 41″ O) befand. Es ist geplant, die Ausgrabung 2025 fortzusetzen.

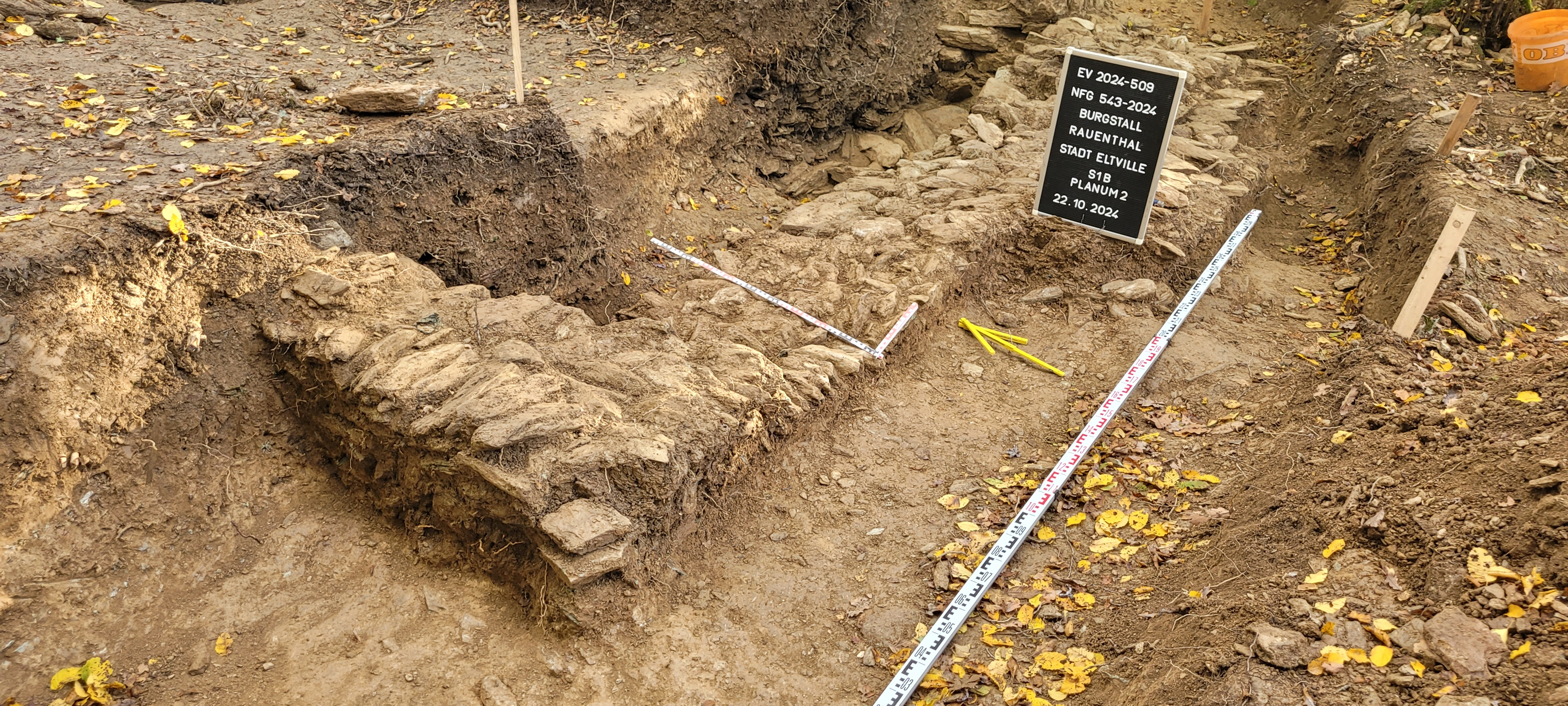
Die Ausgrabung auf dem Galgenküppel: (Rauenthal): Ergrabene Turmreste (Bergfried) aus südwestlicher Richtung
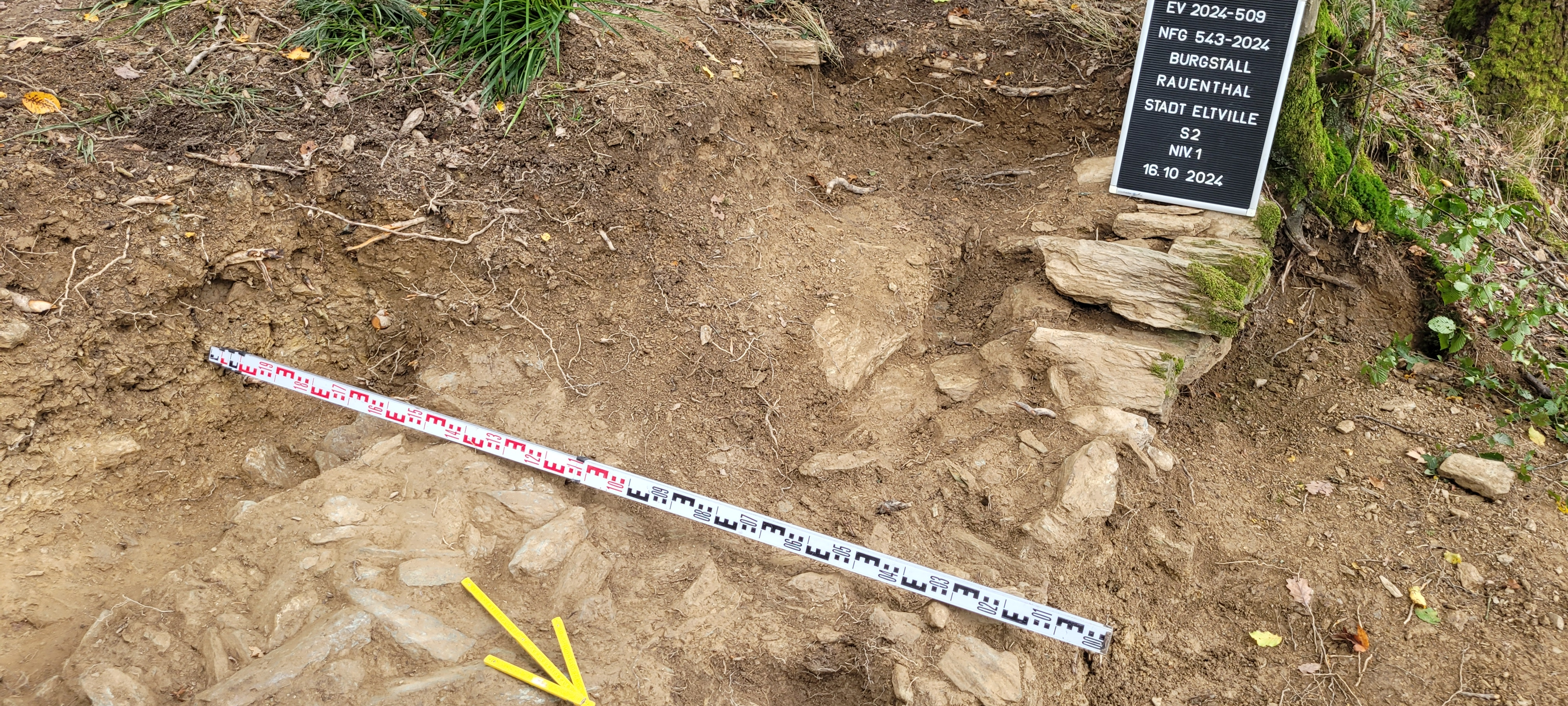
Reste der starken Ringmauer an der nordöstlichen Ecke des Grabungsgeländes

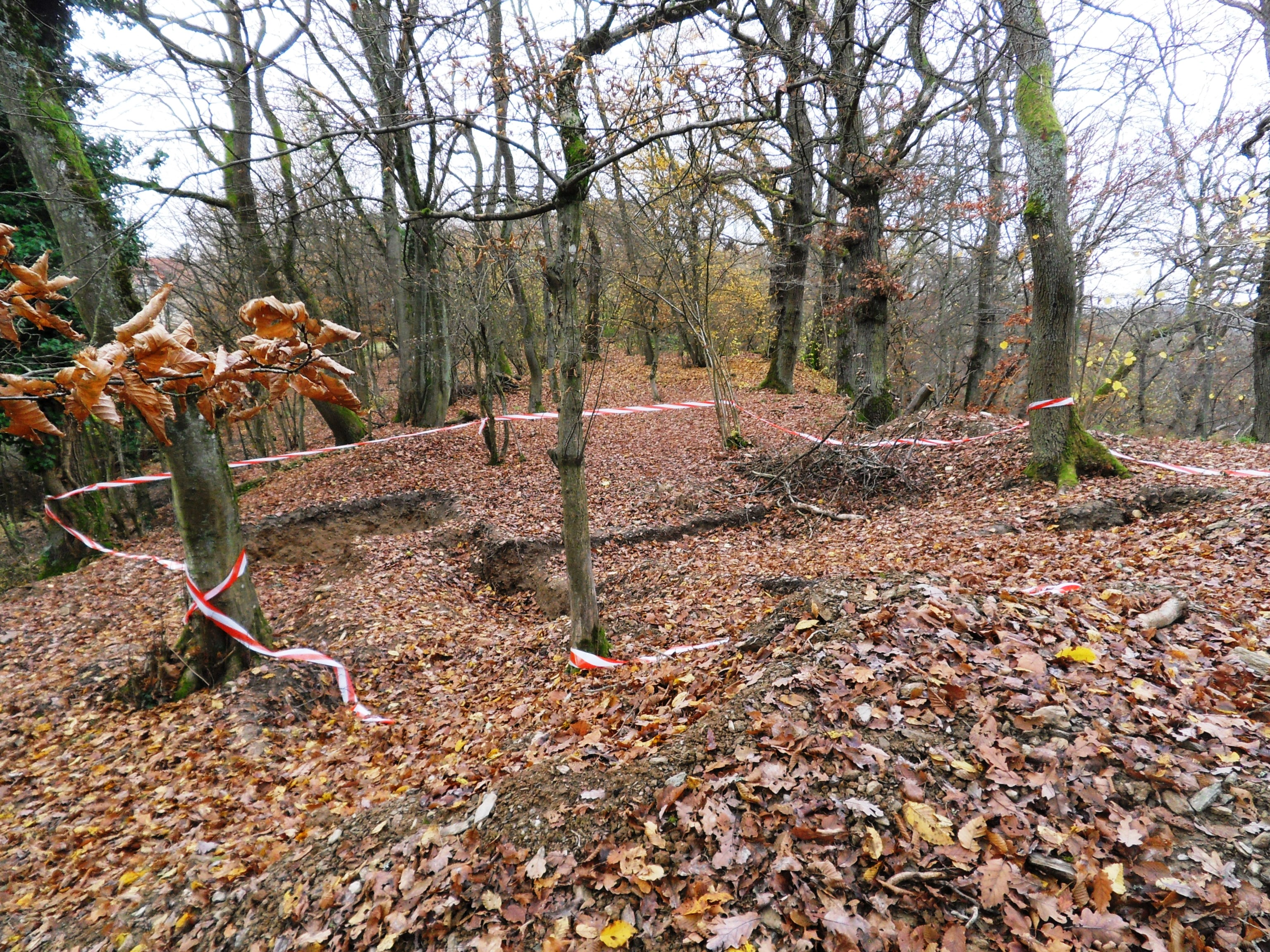
Der Galgenküppel nach Abschluss der Ausgrabung 2024
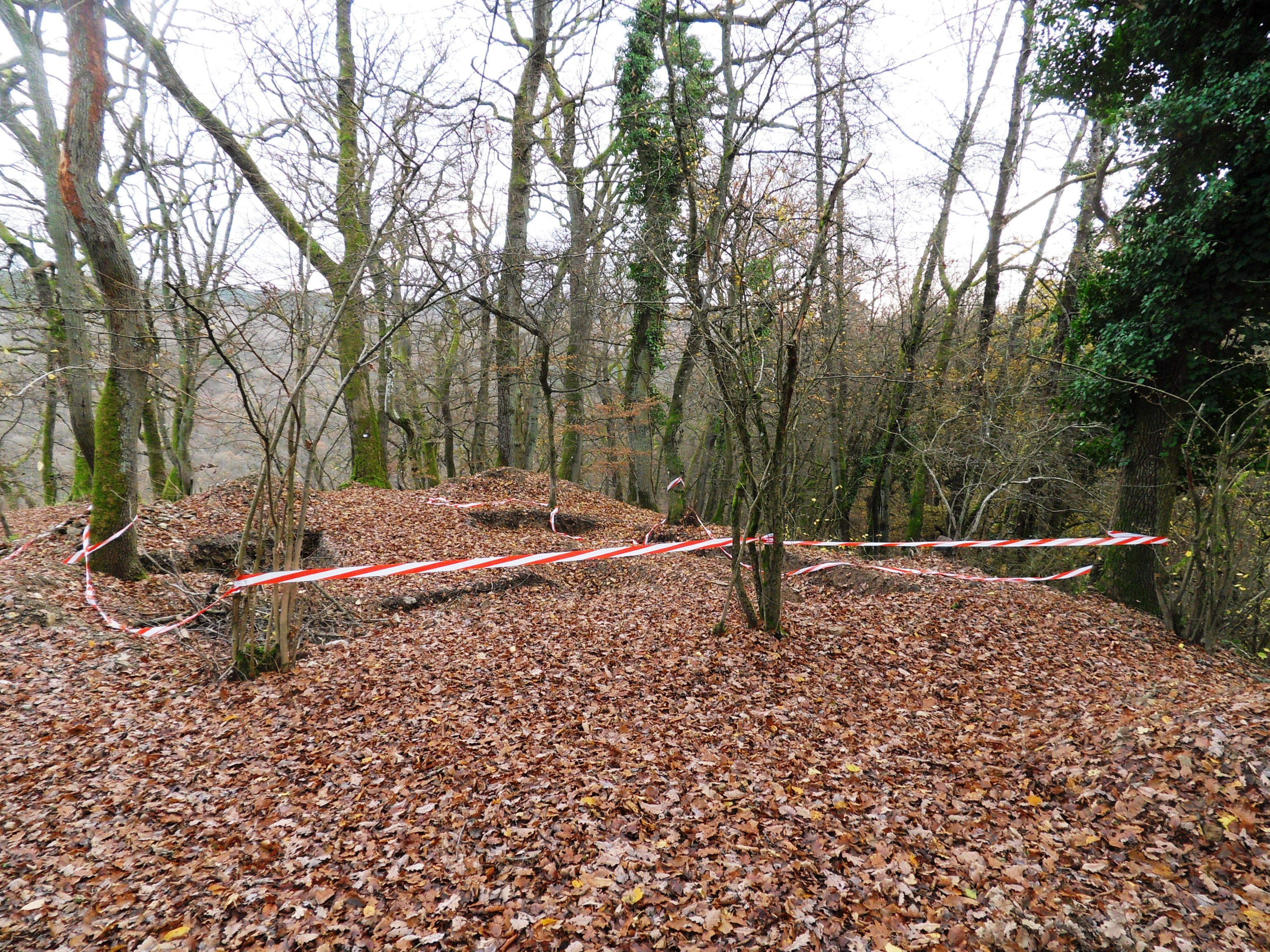
Spornlage zum Walluftal
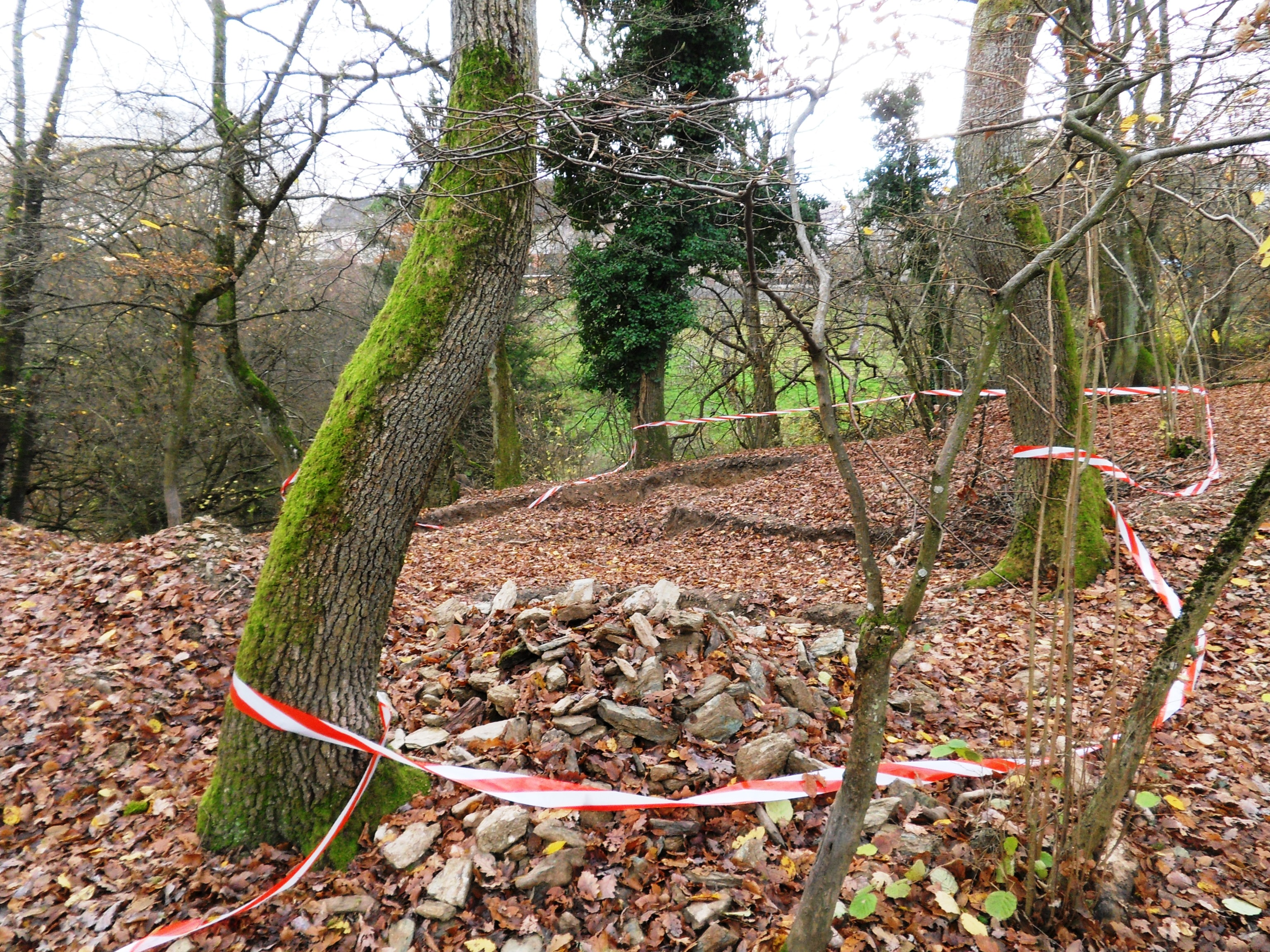
Blick über die Ausgrabung nach Westen Richtung Rauenthal

Es sei angemerkt, dass die Stelle auf dem Galgenküppel 1874 in den Nassauischen Annalen vermerkt wird, und dort als Reste eines befestigten Tores (Klingen-Pforte genannt) mit Turm und Halsgraben in Spornlage als Teil des Eltviller Gebücks (Rheingauer Gebücks) angesehen wird:

„Folgt man dem nach Rauenthal hinaufführenden Fahrwege, so sieht man, ehe man die Höhe ganz erreicht hat, zu seiner Rechten einen runden, oben 30 Schritt im Durchmesser haltenden Erdhügel, welcher vom Weg und der Bergseite durch einen 15 Fuss tiefen, 13 Schritt breiten Graben getrennt ist. Die Contrescarpe des Grabens ist noch zum grossen Theil mit Mauer bekleidet, auch der Hügel zeigt Ueberreste von Mauerwerk und soll noch vor 20 Jahren einen Keller enthalten haben, in welchen die Schulknaben hineinschlüpften. Der Hügel heisst der Galgenköppel, der Galgen selbst aber soll weiter abwärts auf einer vortretenden Felsterrasse gestanden haben. — Es scheint nicht wahrscheinlich, dass die eben beschriebenen Burgtrümmer jener Neuburg derer von Glimmenthal angehört habe, an welche sich das Dorf Neudorf angeschlossen hat und von der Bodmann spricht. Locum situm super viam, que a villa Eltcuil clucit versus noviim Castrum— dafür liegt es Neudorf zu fern, auch würde man einen Weg von Eltvile hierher nicht bezeichnen, ohne das dazwischen liegende Rauenthal zu nennen.“